# 금호중학교 (세종)
금호중학교(錦湖中學校)는 대한민국 세종특별자치시 대평동에 있는 공립 중학교이다.

## 학교 연혁
- 1952년 1월 11일 : 금호중학교 설립인가
- 1952년 5월 15일 : 개교
- 1953년 3월 18일 : 제1회 졸업
- 2018년 3월 2일 : 대평동 이전 개교, 신입생 입학식(62명)
- 2023년 1월 5일 : 제71회 졸업식(167명) 총 졸업생(13,581명)
- 2023년 3월 1일 : 제26대 강승연 교장 부임
- 2023년 3월 2일 : 신입생 입학식(167명)

## 참고 자료
- 금호중학교 - 한국교육학술정보원 학교알리미